# Пеетер Зюда
Пеетер Зюда (ест. Peeter Süda; *18 (30) січня 1883, Вікі, Сааремаа — †3 серпня 1920, Таллінн) — батько естонської органної школи, композитор та один з перших збирачів естонських народних пісень.